# Maria Zaitseva
Maria Zaïtseva, née le 16 janvier 2001 à Homiel et morte le 17 janvier 2025 près de Pokrovsk, sur le front ukrainien, est une Biélorusse, militante politique puis volontaire militaire de la deuxième Légion internationale d'Ukraine.

## Biographie

### Manifestations contre les élections en Biélorussie en 2020
Maria Zaïtseva devient virale sur Internet en août 2020, après qu'une photo d'elle prise lors des manifestations en Biélorussie a circulé, la montrant assise ensanglantée après avoir été blessée alors qu'elle participait aux manifestations contre la réélection d'Alexandre Loukachenko, largement considérée à l'échelle internationale comme illégitime,,. Elle avait quitté sa ville natale de Homiel pour se rendre à Minsk pour participer aux manifestations, malgré les objections de sa famille. Le soir du 9 août, elle est parmi les premiers manifestants dans le centre-ville de Minsk à s'opposer pacifiquement aux forces de sécurité. Les manifestants sont attaqués avec des grenades assourdissantes, des balles en caoutchouc et des canons à eau. La dernière chose dont Zaïtseva se souvient de la manifestation est d'une explosion, après quoi elle se retrouve allongée au sol. À la suite de sa blessure, un photographe la prend en photo, assise sur l'asphalte et couverte de sang,.
L'attaque laisse Zaïtseva sourde d’une oreille de façon permanente, et elle souffre également d'un hématome cérébral, ainsi que de graves blessures aux yeux et au visage. Elle affirme également être victime d'un trouble de stress post-traumatique. Après avoir subi plusieurs opérations en Biélorussie, elle se rend en République tchèque pour recevoir un traitement spécialisé et commence à étudier à l'université technique tchèque.

### Volontaire dans la légion étrangère ukrainienne
Lorsque la Russie lance son invasion à grande échelle de l’Ukraine en février 2022, elle se porte initialement volontaire pour aider les réfugiés ukrainiens en République tchèque. Au printemps 2023, elle rejoint la Légion étrangère ukrainienne, où elle intègre une unité médicale, servant également de traductrice. Ales Petrouski, le commandant de l'unité de Zaïtseva, déclare que pour elle, la lutte contre la Russie pour la liberté en Biélorussie et en Ukraine sont liées, et qu'elle a en partie rejoint la légion parce qu'elle veut que la Biélorussie soit libre.
Après avoir été blessée sur le front en Ukraine, elle retourne en République tchèque, mais décide de revenir en Ukraine en janvier 2024. Un an plus tard, elle est tuée près de Pokrovsk, le 17 janvier 2025, un jour après son 24e anniversaire. Son unité indique avoir évacué son corps du champ de bataille sous le feu de l'artillerie russe. Après sa mort, la dirigeante de l'opposition biélorusse Svetlana Tikhanovskaïa déclare que Zaïtseva « gravement blessée lors des manifestations de 2020 en Biélorussie, a donné sa vie pour la liberté » et qu'elle est une « icône de notre révolution »,,.